# سیارک ۲۷۹۸۸
سیارک ۲۷۹۸۸ (به انگلیسی: 27988 Menabrea، نامگذاری:1997VA4) بیست و هفت هزار و نهصد و هشتاد و هشتمین سیارک کشف شده‌است که در ۷ نوامبر ۱۹۹۷ کشف شد.